# Lándzsa (heraldika)
A lándzsa vagy dárda hegyes végű rúdfegyver.  Különféle neveken számos változata van. A lovasság és a gyalogság is használta. A lándzsa az olasz lancia, ez pedig a latin lancea 'dárda, lándzsa' szóra megy vissza, mely végső soron valószínűleg a keltából való.
A honfoglalás kori sírokban feltűnően kevés a lándzsa. Két fajtája volt, a távolabbra ható, hajítható és a két kézzel tartott, közelharcban használt súlyos lándzsa. A hajítható lándzsa egyik fejedelmi példánya a Dunában talált, normann díszítésű aranyozott („viking”) lándzsa. Szent István ezüstdénárjain látható a királyi lándzsa (lancea regis) és a koronázási paláston a király jobb kezében lándzsát tart. Zászlós lándzsát tart a nagyszentmiklósi kincs második korsójának lovas fejedelme is. Egészen az újkorig (még a 18. században is) a vadászbecsülethez tartozott, hogy a vaddisznóval lándzsával kellett megküzdeni, tehát a vadakra a számszeríj és a lőfegyverek korában is lándzsával kellett menni.
A lándzsa vagy dárda  a lovagi tornán használt egyik legjellegzetesebb fegyver volt. A lovagság egyik jelképe. Gyakran szerepel címerképként.

## A lándzsa szimbolikája
Hatalmi jelvény volt, mely a világtengelyt és a fénysugarat. A teljhatalomnak a kardnál ősibb jelképe. Lándzsa volt Jézus szenvedéseinek is az egyik jelképe. A szent lándzsa ereklyéje a német-római császár egyik hatalmi jelvénye volt. Szent Istvánt zászlós lándzsa adományozásával erősítette meg a pápa a trónon, mely később visszakerült Rómába.  Lándzsa a fegyvere Szent Mihálynak és Szent Györgynek is. Szent Tamást mártíromságára emlékezve szintén lándzsával ábrázolták.

## A rúdfegyverek típusai
Az angolnanyárs hosszú döfőfegyver, hegyes négyélű köpüje fölött koronggal volt szerelve. A nyárs a gyalogosok által használt döfőfegyver, az angolnanyárs névváltozata.
A csatavilla hosszú nyélre szerelt háromágú nyárs. Itáliában alakult ki a 14. században és a 16. század végéig használták.
A dárda a gerely egyik változata. Döfésre és hajításra alkalmas rúdfegyver. A hossza kb. 1,5 m, az átmérője 3–4 cm. A fanyélre gyakran 40 cm hosszú pengét szereltek.
A dzsida az ősi kopja mongol-tatár változata. A lengyel lovasság, a kozákok, a német ulánusok és az olasz lancierek a 20. századig használták. Hossza az emberi testét némileg meghaladta. Vascsúcsa alá kisméretű színes lobogót erősítettek.
A farkaskasza hosszú nyélre erősített háromélű penge, amely a spontonnál nagyobb, a magdeburgi csatakaszánál kisebb.
A friauli nyárs a 15. század közepéről származó döfőfegyver, amely egy hosszú, nyárs alakú középpengéből és kétoldalt aláhajló oldalpengéből áll.
A gerely hajítólándzsának is nevezett rúdfegyver. A lándzsánál kisebb volt, a lőfegyverek feltalálása előtt nagyon gyakran használták. Az egyszeri használatra kialakított dobólándzsák (gerelyek) hegye sokkal kisebb súlyú volt az állandóan kézben tartott lándzsákénál.
A kopja 2-2,5 méter hosszú döfőfegyver, amelyet a magyar csapatok a 17. század végéig használtak. A lovassági kopja nyele a 12. századtól hosszú, masszív fanyél, míg a gyalogosoké karcsúbb és rövidebb volt. A kopjanyelek a késő középkorban vastagodtak meg. A 13-14. században Magyarországon széles körben használtak univerzális kopjatípusokat. Hosszuk valamivel nagyobb volt az embermagasságnál. A legáltalánosabban használt kopjacsúcsok közé tartoztak a lapos vagy enyhén megvastagodó lapforma, mely jól elkülönült a köpűtől. A középkorban igen elterjedt volt a háromszög alakú kopjacsúcs. A 13-14. század folyamán ezek karcsúbbá váltak. A szepesmindszenti falképen ábrázolt kopja hosszú rúdja csigavonalban zöld-fehér színben van festve. Ebben az időben a kopjaábrázolások nagy része a kopjacsúcs alatt függő zászlót mutat.  A heraldikában gyakran lándzsaként (de: Speer) írják le. A kopjacsúcs alatt gyakran látható bojt. A Czekelius család címerében a pajzstartók tornalándzsát tartanak. A kopjavas vagy kopjacsúcs önálló címerképként is előfordulhat, ami az angol heraldikában gyakoribb. A hazai latinban néha a lupatum 'a lovagi tornán használt lándzsa vashegye' értelemben is (Besztercei szójegyzék, Schlegeli szójegyzék) szerepel.
A lándzsa 3-6 méter hosszú fanyélre szerelt, 15–30 cm hosszú, hegybefutó, kétélű döfőfegyver. A heraldikában a kopjához hasonló ritka címerkép, melynek másik vége egy további kézvédővel van ellátva. Sisakdíszként a lándzsán gyakran zászló is van.
A pika 3–5 m hosszú, rombusz alakú heggyel ellátott döfőfegyver.
A sponton egyfajta rangjelző alabárd, lándzsa alakú szúrófegyver. A tisztek és a kornétások felszereléséhez tartozott. Főleg a 18. századi porosz heraldikában fordul elő. Megtalálható a pomerániai von Alemann és a von Rüchel-Kleist család címerében.